# Zoothamnium niveum
Zoothamnium niveum es una especie de protozoos ciliados que forman colonias con forma de pluma en ambientes costeros marinos. Forman una simbiosis con bacterias quimiosintéticas oxidadoras del azufre de la especie "Candidatus Thiobius zoothamnicola" (originalmente denominada Candidatus Thiobius zoothamnicoli), que viven en la superficie de las colonias y les dan su característico color blanco.

## Características
Las colonias característicamente blancas y con forma de pluma están compuestas por células individuales con forma acampanada llamadas zooides. Los tallos de las células individuales crecen desde un único tallo central. Las colonias pueden alcanzar una longitud de hasta 15 mm, consistentes en cientos de zooides individuales, cada uno con una longitud de solo 120 µm. Una colonia entrea se puede contraer en una maraña con forma de bola mediante la contracción de los mionemas de sus tallos.
El color blanco proviene de las bacerias oxidadoras del azufre quimiosintéticas, que cubren enteramente la superficie de la colonia de Z. niveum. En la mayoría de las demás especies de Zoothamnium las bacterias suelen cubrir solo el tallo. Las bacterias contienen azufre elemental, lo que les da el color blanco. Z. niveum carece de color cuando las bacterias están ausentes.
Como en otros ciliados, una vacuola contráctil mantiene el balance osmótico de la célula, y les permite sobrevivir tanto en las salinidades de aguas marinas como en las de aguas salobres. La vacuola de Z. niveum se localiza directamente bajo el labio del peristoma.

## Polimorfismo
La mayor parte de los ciliados viven como organismos unicelulares en ambientes acuáticos, y la célula individual realiza todas las funciones vitales, tales como la nutrición, el metabolismo y la reproducción. Las colonias de Z. niveum se componen de múltiples células individuales que forman una unidad colonial con forma de pluma, con diferentes tipos de células. Las ramas más antiguas de la colonia muestran el polimorfismo de los zooides cuando son observadas bajo el microscopio. Encontramos tres formas diferentes de células individuales del ciliado, que se distinguen tanto en forma como en función. Los grandes macrozooides pueden transformarse en enjambres y dejar la colonia. Se asientan en superficies propicias y desarrollan nuevas colonias. Los microzooides son pequeñas células especializadas en alimentación, que la colonia realiza mediante el consumo de sus bacterias simbióticas y de otras partículas orgánicas. En los extremos de la colonia están los zooides especializados que pueden alargarla y que facilitan la reproducción asexual de la colonia.
Las bacterias presentan diferentes formas en diferentes partes de su hospedador pese a pertenecer a la misma especie (polimorfismo). Las que están sobre el tallo tienen forma de bastoncillo, pero las que están en la región del aparato oral ciliado de los microzooides tienen forma de pequeñas esferas (cocoides). Entremedias se encuentran también formas intermedias.

## Hábitat y distribución
Las colonias sésiles de Z. niveum fueron descritas por primera vez en las aguas someras del mar Rojo. Con posterioridad fueron también encontradas en los Cayos de Florida en el golfo de México, y en la Barrera Coralina de Belice en el Mar Caribe.
Las colonias se asientan en ambientes que contienen sulfuro. El ácido sulfhídrico, el sulfuro, y los compuestos relacionados de azufre como el tiosulfato se producen durante la descomposición y la remineralización de la materia orgánica. Por ejemplo, el material vegetal como la hojas desprendidas de Posidonia oceanica de las praderas de fanerógamas marinas del Mediterráneo se acumulan en las depresiones de los lechos rocosos y se descomponen. En los bosques de manglar del Caribe el material orgánico puede formar turba y liberar sulfuro. El ácido sulfhídrico puede también originarse por fenómenos geológicos como las fuentes hidrotermales, como por ejemplo mar adentro de las islas Canarias.

## Condiciones ecológicas
Las condiciones ecológicas reinantes en las fuentes de sulfhídrico en cuyos alrededores se asientan las colonias de Z. niveum son extremas. Dado que hay poca corriente de agua bajo las raíces de los manglares y en los depósitos de fanerógamas marinas bajo los lechos de rocas, estos focos de descomposición son extremadamente pobres en oxígeno y ricos en sulfuro. En los bosques de manglares mar adentro de la costa de Belice se han encontrado pequeños orificios en la turba del manglar que se forma cuando las raíces del manglar se descomponen. Estas aperturas han sido denominadas "microfuentes" dada su similitud a fuentes hidrotermales del océano profundo, en miniatura, las llamadas chimeneas negras, aunque las temperaturas en las aguas someras son mucho menores (28 °C en el Caribe, 21 °C-25 °C en el Mediterráneo (verano)), comparado con el gradiente entre >300 °C y 2 °C en el océano profundo debido a la actividad volcánica. Las colonias de Zoothamnium no se asientan directamente sobre el material en descomposición, sino en sus cercanías, p. ej. en rocas suspendidas, en hojas de faneróganas marinas o de algas, o en raíces de manglar.

## Simbiosis
Los beneficios simbióticos proporcionados por las colonias de Z. niveum para sus bacterias que les recubren, Candidatus Thiobios zoothamnicoli (miembros de las Gammaproteobacteria) son su altenancia activa entre condiciones ricas en oxígeno y ricas en sulfhídrico. Esta alternancia puede ocurrir dada la contracción frecuente y extensión de las colonias y mediante las corrientes de agua promovidas por el batido de los cilios en la región de la apertura oral de los ciliados.
La rápida contracción y la re-extensión más lenta de las colonias causa un flujo tanto de agua rica en sulfhídrico para la alimentación de las bacterias como de agua normalmente oxigenada para la respiración de Z. niveum. La mezcla se regula por el batido de los cilios del aparato oral de Zootamnium. Cuando hay una bajada en el suministro de compuestos de azifre, las bacterias usan el azufre almacenado dentro de sus células. Entonces se muestran pálidas y transparentes tras cuatro horas dado que el azufre almacenado ha sido consumido. En cualquier caso, si la concentración de sulfhídrico es demasiado alta, puede ser tóxica para las colonias de Zoothamnium y matar a los ciliados pese a las bacterias.
Las bacterias cercanas al extremo oral de los microzooides tienen forma de cocoides, un mayor volumen, y una mayor tasa de división que las bacterias con forma de bastoncillo de los tallos, pese a pertenecer ambas a la misma especie. Esto se debe a que la mezcla del agua por el batido de los cilios orales resulta en una concentración más óptima tanto de oxígeno como de sulfuro en el agua. Las bacterias en la zona oral pueden así usar como fuente de nutrición y son arrastradas en la boca (citostoma) del ciliado siendo así digeridas.